# Sabir (Şamaxı)
Sabir è un comune dell'Azerbaigian situato nel distretto di Şamaxı. Conta una popolazione di 4 055 abitanti.